# Лепський Максим Миколайович
Максим Миколайович Лепський (рос. Максим Николаевич Лепский; нар. 8 квітня 1992, Ялта, Україна) — російський футболіст українського походження[джерело?], нападник.

## Життєпис
Випускник московських клубів, розпочав професіональну кар'єру 2010 року в казанському «Рубіні-2». У 2012 році грав за саратовський «Сокіл», де зміг закріпитися у стартовому складі. У 2013 році переїхав до «Ростова», де виступав переважно за юнацький склад. 4 травня 2013 року дебютував у російській Прем'єр-лізі, вийшовши на заміну у другому таймі матчу проти «Кубані» (0:2).
Влітку 2014 року відправився в оренду до підмосковських Хімок, але провів за команду лише шість матчів. У 2015 році, залишивши «Ростов», став гравцем пензинського «Зеніту». Провів у «Зеніті» півтора роки, відзначився 2 голами в 30 матчах.
У лютому 2017 року відправився на перегляд у білоруський клуб «Нафтан», за підсумками якого підписав з клубом контракт. У складі «Нафтану» став одним з основних нападників. У липні 2017 року залишив новополоцький клуб.